# De La Soul

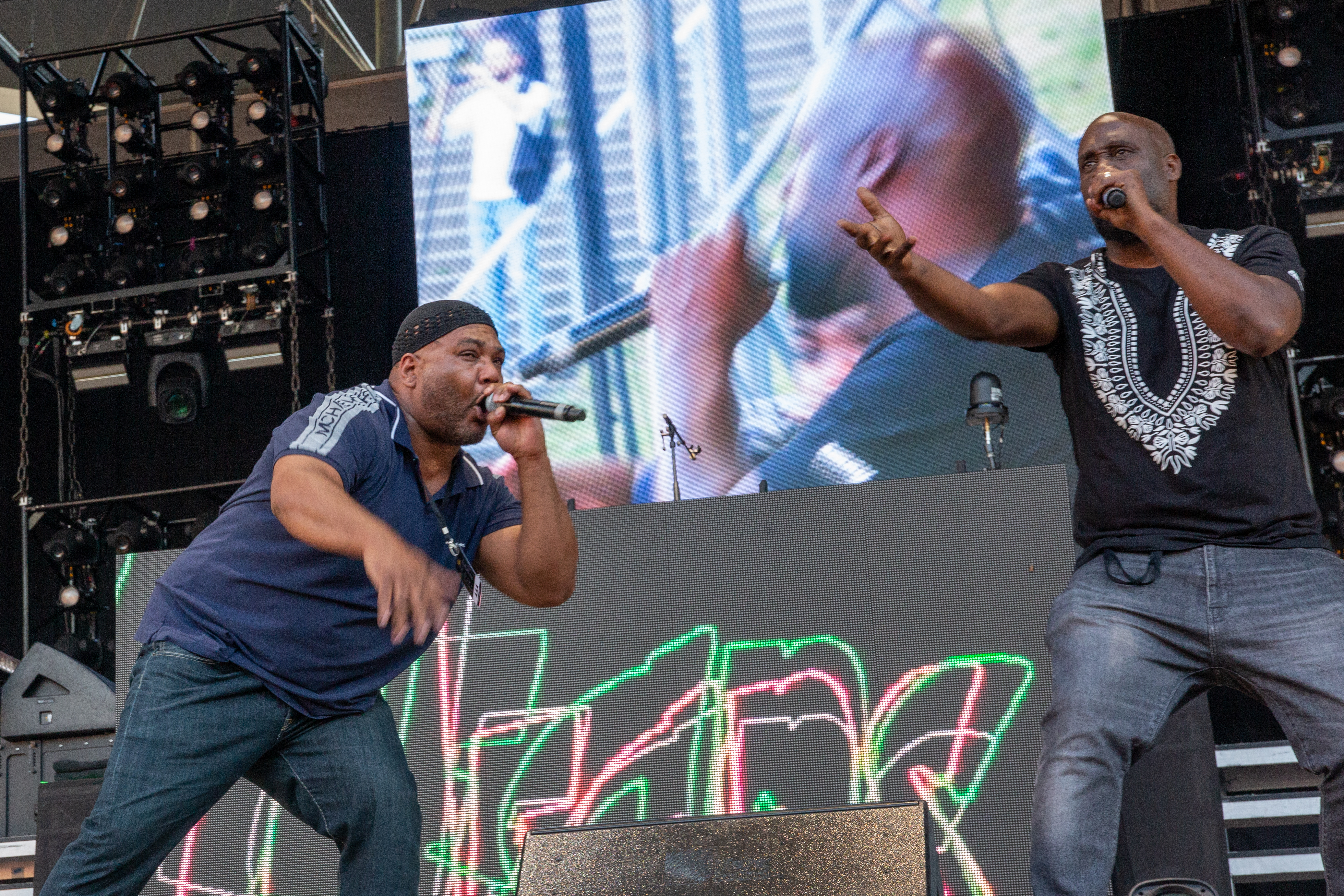
Kelvin Mercer aka Posdnous and Vincent Mason aka Maseo of De La Soul at Gods of Rap 2019 in Berlin

De La Soul is een Amerikaanse hiphoptrio uit Long Island, New York. Ze zijn het bekendst vanwege hun bijdrage aan het jazzrapsubgenre. De drie leden richtten de groep al op de middelbare school op en trokken de aandacht van producer ‘Prince Paul’ met hun demo/liedje ‘’”Plug Tunin”’’.

## Bandleden

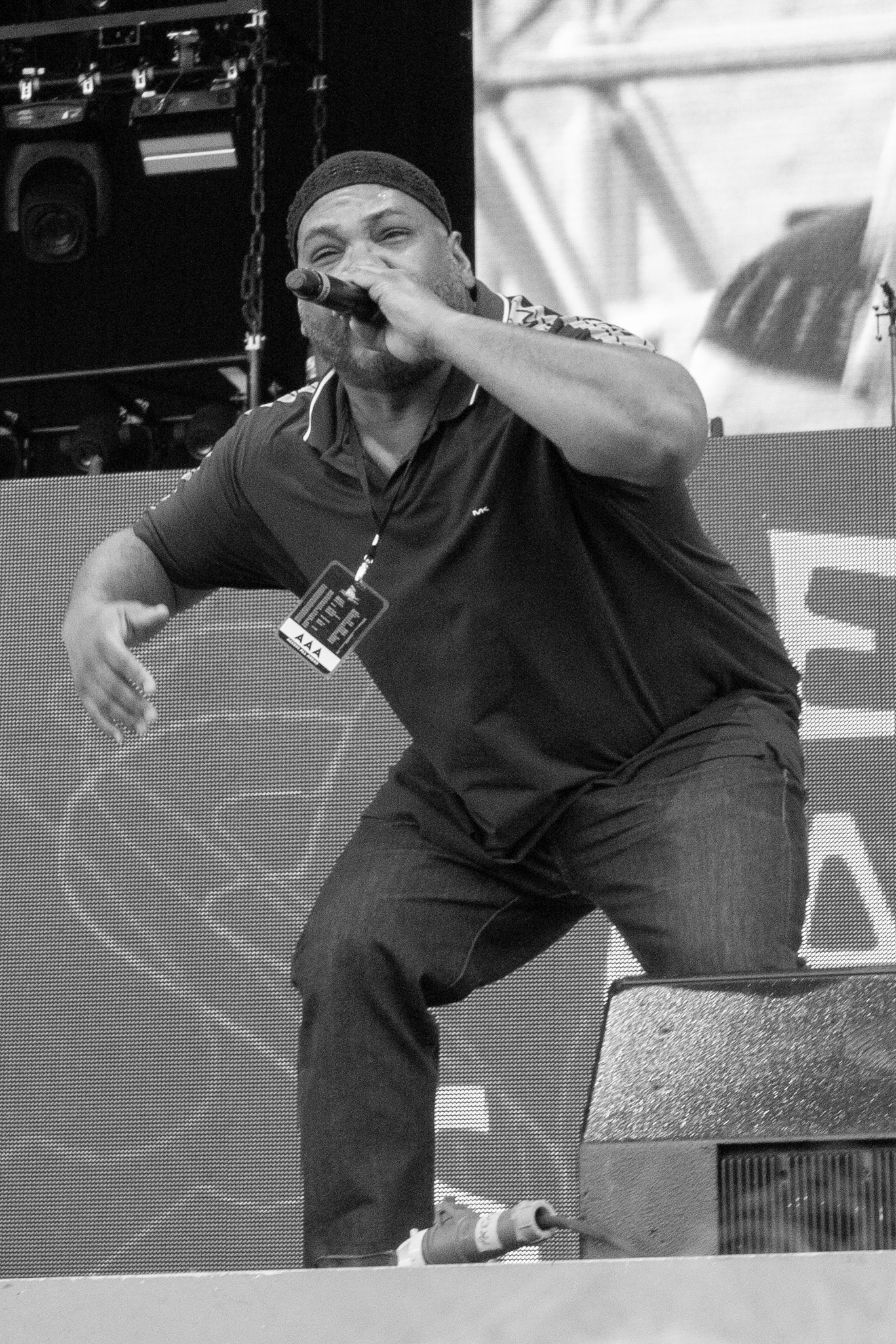
Vincent Mason, Gods-of-Rap-Tour 2019 in Berlin

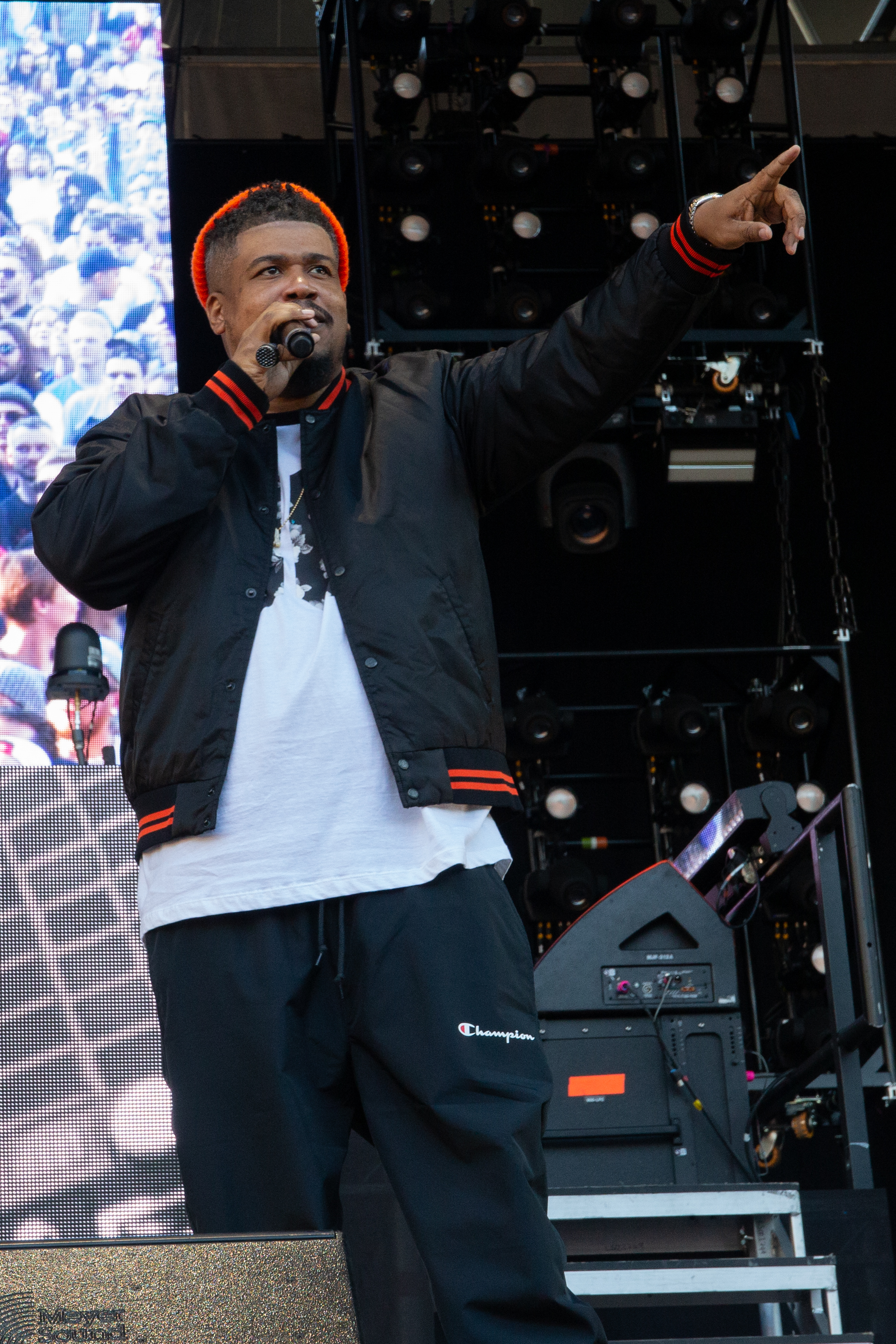
David Jude Jolicoeur, 2019

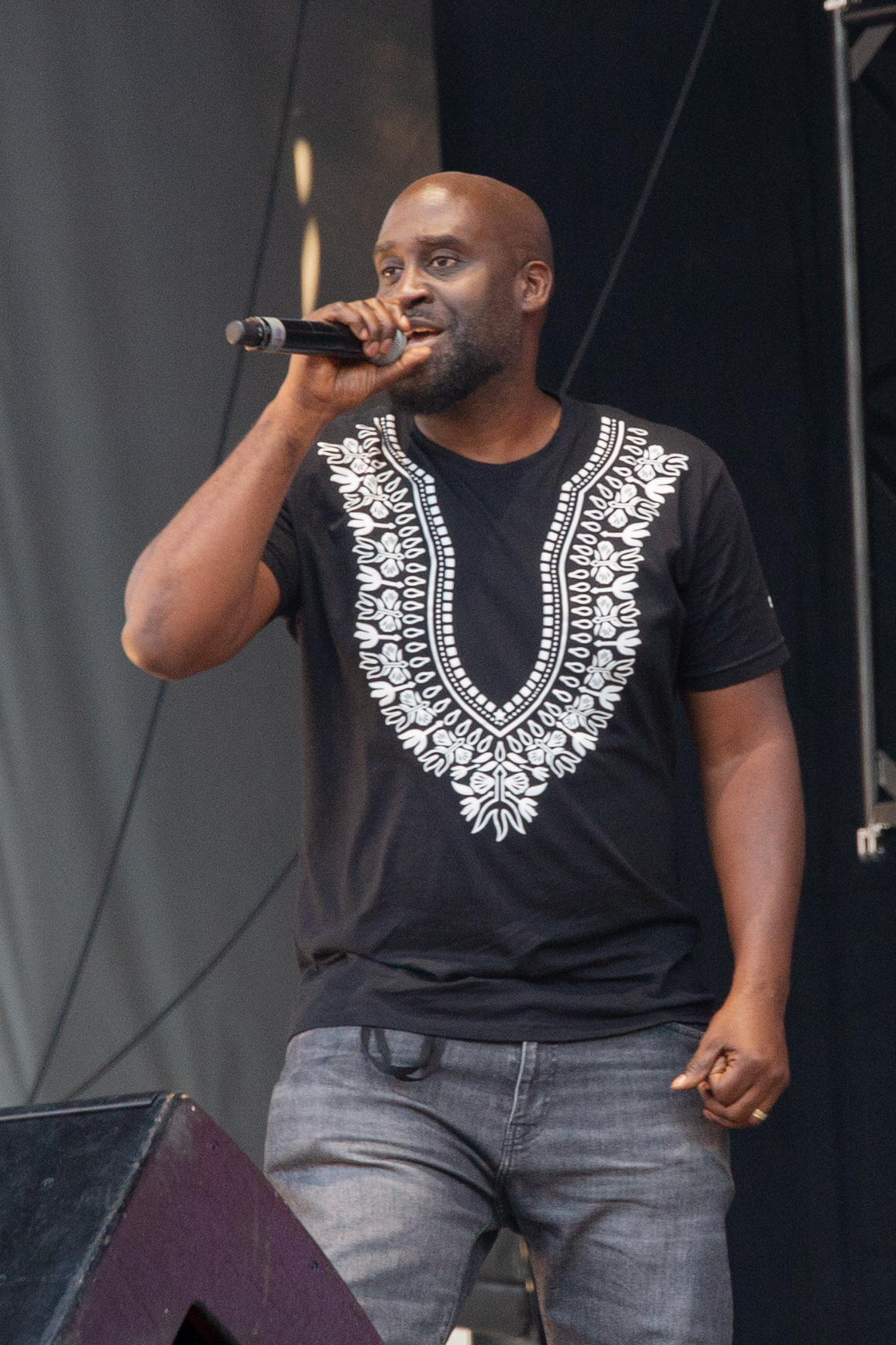
Kelvin Mercer, 2019

- Kelvin Mercer (bijnamen Posdnuos en Plug One) (17 augustus 1969)
- David Jude Jolicoeur (bijnamen Trugoy the Dove en Plug Two) (21 september 1968 - 12 februari 2023)
- Vincent Mason (bijnamen P.A. Pasemaster Mase en Plug Three). (27 maart 1970)

## Geschiedenis

### 3 Feet High and Rising
Het debuutalbum 3 Feet High and Rising (1989) betekende een onmiddellijke doorbraak voor de groep. Door de tekstuele boodschap en vormgeving van het album kreeg de groep echter een hippie-imago aangemeten. Het nummer ‘Me, Myself and I’ werd een grote hit (nummer 1-notering in Nederland). De groep werd door de band The Turtles wegens schending van copyright aangeklaagd. In het De La Soul-nummer "Transmitting Live from Mars" werd een stuk van het Turtles-nummer ‘You Showed Me’ gebruikt. Vanaf dat moment zou het gebruik van samples altijd voorafgegaan dienen te worden door een officiële toestemming van de oorspronkelijke artiest of diens vertegenwoordiger/uitgever. 
De groep had echter moeite met het hippie-imago omdat ze zich hadden voorgenomen hun loopbaan onderhavig te maken aan een constant veranderende stijl.
De La Soul werd al snel gezien als een van de leidende groepen van de Native Tongues Posse, een stroming binnen de hiphop van zwarte hiphoppers die sterk leunden op Afro-centrische teksten en ritmes uit de jazz. Andere bekende hiphoppers uit de Native Tongues Posse waren bijvoorbeeld A Tribe Called Quest, Queen Latifah en Jungle Brothers.

### Afstand van het hippie-imago
Het tweede album De La Soul Is Dead (1991) werd een donkerder album. Er werd zowel tekstueel als qua vormgeving afstand gedaan van het hippie-imago. Het album wordt achteraf door fans erg gewaardeerd doch benaderde niet het succes van zijn voorganger, ondanks de hitnotering van de single ‘Ring Ring Ring’.
Op het derde album, Buhloone Mindstate uit 1993, ontwikkelde de groep zich verder door binnen het alternatieve hiphopsubgenre. Het album werd door critici lovend ontvangen en het wordt ook door de trouwe fans misschien wel het sterkste album genoemd. Desondanks viel de verkoop ditmaal nog meer tegen.
In 1996 kwam het album Stakes Is High uit. Het was het eerste album zonder producer Prince Paul. Het album werd door de fans positief ontvangen maar wist geen commerciële successen te halen.

### Art Official Intelligence
In het jaar 2000 kondigde de groep aan drie albums uit te brengen onder één concept (Art Official Intelligence) binnen het tijdsbestek van een jaar. De eerste twee delen (Art Official Intelligence: Mosaic Thump en AOI: Bionix) kwamen in respectievelijk 2000 en 2001 uit. Doch om diverse redenen is het derde deel nooit afgemaakt en uitgebracht. In 2000 deden ze ook een bijdrage aan het nummer Keep On van de Britse triphopartiest Nightmares On Wax. Mercer en Jolicoer zijn ook te gast op het album Re-Members Only (2001) van King Britt.

### Recente geschiedenis
In 2004 kwam het album The Grind Date uit. Het bleek geen vervolg op de AOI-serie maar werd redelijk positief ontvangen door de media en erg positief door de fans.
In 2006 kwam " The Impossible: Mission TV Series - Pt. 1, " uit.
In 2006, won de groep een Grammy voor hun samenwerking met Gorillaz voor de single "Feel Good Inc."
Op 13 november 2008, tijdens de Liquid Rooms in Edinburgh, maakte Maseo bekend dat De La Soul plannen heeft om in 2009 een nieuw album te lanceren met de titel "You're Welcome", gevolgd door een tour ter ere van de twintigste verjaardag van 3 Feet High and Rising.
In 2010 trad De La Soul op in het voorprogramma van Gorillaz tijdens hun Europese tournee.
Op 28 augustus 2016 bracht De La Soul het album 'and the anonymous nobody' uit. Dit album is met crowdfunding gefinancierd. Het album werd overwegend positief ontvangen en genomineerd voor een Grammy.
Op 12 februari 2023 werd bekendgemaakt dat Trugoy the Dove was overleden; hij had de laatste jaren van zijn leven gezondheidsproblemen.

## Discografie

### Albums
| Album met eventuele hitnotering(en) in de Nederlandse Album Top 100 | Datum van verschijnen | Datum van binnenkomst | Hoogste positie | Aantal weken | Opmerkingen |
| ------------------------------------------------------------------- | --------------------- | --------------------- | --------------- | ------------ | ----------- |
| 3 feet high and rising                                              | 1989                  | 08-04-1989            | 18              | 26           |             |
| De La Soul is dead                                                  | 1991                  | 25-05-1991            | 11              | 20           |             |
| Buhloone mindstate                                                  | 1993                  | -                     |                 |              |             |
| Stakes is high                                                      | 1996                  | 20-07-1996            | 59              | 8            |             |
| Art official intelligence: Mosaic Thump                             | 2000                  | 19-08-2000            | 25              | 12           |             |
| AOI: Bionix                                                         | 2000                  | -                     |                 |              |             |
| The grind date                                                      | 2004                  | -                     |                 |              |             |
| The impossible mission                                              | 2006                  | -                     |                 |              |             |
| Timeless - The singles collection                                   | 2008                  | -                     |                 |              |             |

| Album met hitnotering(en) in de Vlaamse Ultratop 200 albums | Datum van verschijnen | Datum van binnenkomst | Hoogste positie | Aantal weken | Opmerkingen |
| ----------------------------------------------------------- | --------------------- | --------------------- | --------------- | ------------ | ----------- |
| Art official intelligence: Mosaic Thump                     | 2000                  | 26-08-2000            | 29              | 6            |             |

### Singles
| Single met eventuele hitnotering(en) in de Nederlandse Top 40 | Datum van verschijnen | Datum van binnenkomst | Hoogste positie | Aantal weken | Opmerkingen    |
| ------------------------------------------------------------- | --------------------- | --------------------- | --------------- | ------------ | -------------- |
| Me myself and I                                               | 1989                  | 06-05-1989            | 1(2wk)          | 10           | Alarmschijf    |
| Say no go                                                     | 1989                  | 22-07-1989            | 8               | 8            |                |
| Eye know                                                      | 1989                  | 18-11-1989            | 20              | 6            |                |
| Buddy / The magic number                                      | 1990                  | 03-02-1990            | tip11           | -            |                |
| Ring ring ring (Ha ha hey)                                    | 1991                  | 04-05-1991            | 2               | 10           |                |
| A roller skating jam named Saturdays                          | 1991                  | 24-08-1991            | 23              | 4            |                |
| Keepin' the faith                                             | 1991                  | 21-12-1991            | 23              | 4            |                |
| Oooh                                                          | 2000                  | 09-09-2000            | 35              | 4            | met Redman     |
| All good?                                                     | 2000                  | 11-11-2000            | tip3            | -            | met Chaka Khan |